# Springfontein
Springfontein is een klein dorp met 3700 inwoners in de provincie Vrijstaat in Zuid-Afrika. In de Tweede Boerenoorlog stierven hier in een Brits concentratiekamp 704 vrouwen en kinderen. Het kamp is in die dagen bezocht door Emily Hobhouse die deze gruwelijke praktijken in Engeland aan de kaak stelde.

## Subplaatsen
Het nationaal instituut voor de statistiek, Stats SA, deelt sinds de census 2011 deze hoofdplaats in in 2 zogenaamde subplaatsen (sub place):
Bethulie en Springfontein SP.